# Henriette Heineken-Daum

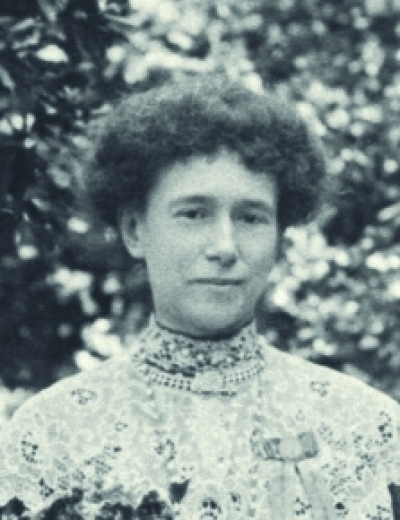
Henriette Heineken-Daum (1908)

Henriette „Jet“ Wilhelmina Heineken-Daum (* 16. Juli 1861 in Batavia (Niederländisch-Indien); † 1927) war eine niederländische Frauenrechtlerin und Kämpferin für das Frauenwahlrecht zur Zeit der sogenannten ersten feministischen Welle. Sie war Teilnehmerin am dritten Kongress der International Alliance of Women 1908 in Amsterdam und leitete den Hilversumer Zweig der Vereeniging voor Vrouwenkiesrecht [Vereinigung für Frauenwahlrecht].

## Herkunft
Henriette Wilhelmina Daum wurde am 16. Juli 1861 in Batavia (heute Jakarta) im damaligen Niederländisch-Ostindien geboren. Ihr Vater George Christiaan Daum war Vorsitzender des Verwaltungsrats der Niederländisch-Ostindische Eisenbahngesellschaft, ihre Mutter Catarina Francina Wolbeehm.

## Frauenwahlrecht

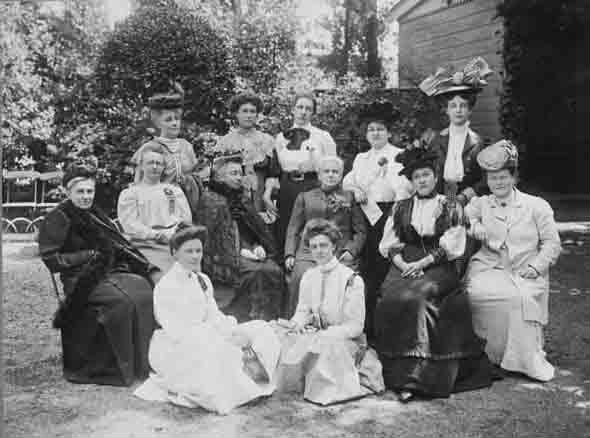
Ausflug von Konferenzteilnehmerinnen 1908 in Amsterdam. Hinten stehend von links nach rechts: Wilhelmina Drucker (NL), Henriette Heineken-Daum (NL), Jeanne van Lanschot Hubrecht, Aletta Jacobs, Betsy Bakker-Nort. Mittlere Reihe von links nach rechts: Elise Haighton, Jo van Buuren-Huijs, Anna van Hogendorp, Anna Howard Shaw, Bientje Clifford Kocq van Breugel-Roelofs, Elizabeth Baelde. Vordere Reihe von links nach rechts: Margaret MacDonald und Van Manen.

Heineken-Daum engagierte sich zumindest ab 1897 in der Vereeniging voor Vrouwenkiesrecht (VvVK). 1898 beteiligte sie sich im Vorbereitungskomitee an der Organisation der Nationale Tentoonstelling van Vrouwenarbeid (Nationale Ausstellung für Frauenarbeit) in Den Haag. Heineken-Daum war Mitbegründerin und Vorsitzende der Hilversumer Sektion der VvVK. Auf dem dritten Kongress der International Alliance of Women in Amsterdam 1908 hielt sie einen von Marie Maugeret verfassten Vortrag mit dem Titel „Frauenwahlrecht aus christlicher Sicht“. Heineken-Daum selbst veröffentlichte eine Schrift über „Das Frauenwahlrecht im Jahre 1913“, in der sie anlässlich des hundertsten Jahrestages der Befreiung von der Französischen Besatzung auf die anhaltende Unfreiheit der Frauen in den Niederlanden einging. Sie entkräftete darin hartnäckige Argumente gegen das Frauenwahlrecht und stellte den Wahlrechtskampf in einen internationalen Kontext. Im Gegensatz zu vielen Mitstreiterinnen stand Heineken-Daum den militanten Aktionen der britischen Suffragetten nicht ablehnend gegenüber.

## Privates
Im Jahr 1886 heiratete sie in Den Haag den Amsterdamer Rechtsanwalt Wijnand Heineken, den Gründer der Brauerei Heineken (heute zweitgrößter Brauereikonzern der Welt). Ihre Tochter Adrienne Gillianne (1886–1964) wurde später in Frankreich als Schriftstellerin unter dem Namen Adrienne Lautère bekannt. Jet Heineken-Daum war Präsidentin des Kunstvereins in Hilversum.

## Veröffentlichungen
- Het vrouwenkiesrecht in 1913 Baarn, Hollandia, 1913